# Смирен ейренис
Смирен ейренис (Eirenis modestus), наричан също малоазиатска змия джудже, е вид змия от семейство Смокообразни (Colubridae).

## Разпространение
Видът е разпространен в Азербайджан, Армения, Грузия, Гърция, Русия, Сирия и Турция. Реинтродуциран е в Андора.